# Chiesa di Sant'Egidio (Borrello)
La chiesa di Sant'Egidio è il principale luogo di culto cattolico di Borrello, in provincia di Chieti. Si trova presso la ripa estrema del centro storico.

## Storia
Della fondazione non si hanno notizie certe, ma in alcune tombe interne alla chiesa sono state trovate delle monete seicentesche (quindi la fondazione della chiesa è da anteporre a questo periodo), tuttavia alcuni vogliono la fondazione all'incirca nell'anno 1000, mentre notizie certe si hanno durante il restauro dovuto ai danni del terremoto del dicembre 1456. La successiva notizia certa è del 1706 per via di un 2° terremoto, indi la chiesa è stata riconsacrata nel 1720. Invece da un documento della Civitas Burrelli si capisce che le navate furono ridotte da 3 ad una ed il campanile fu spostato cambiando così radicalmente la struttura e l'assetto dell'edificio. Nel 1935 la chiesa fu chiusa perché inagibile. Durante i bombardamenti della II guerra mondiale fu gravemente danneggiata. Fu ricostruita nel 1990.
Un recente restauro ha restituito bellezza e stile alla chiesa. Anche se quasi ricostruita completamente, dello stile barocco dell'interno ne restano tracce nella nicchia e nelle colonnine e dell'abside..

## Aspetto

### Esterno
L'esterno è un esempio di arte semplice e pseudo rurale. La facciata ha aspetto a capanna molto basso ed è realizzata in ciottoli ed in pietra leggermente sbozzata. Il campanile è posto a sinistra guardando la facciata ed è nello stesso stile della facciata stessa. Il portale è in pietra calcarea in stile tardo barocco. Sull'architrave posta sopra la porta vi è una decorazione con due volute ed una cornice inscrive all'interno un dipinto raffigurante la Madonna.

### Interno
L'interno è completamente intonacato. Al centro vi è un'edicola in stucco realizzata con colonne corinzie che reggono una trabeazione con fregi e decorazioni a bassorilievo terminante in un timpano curvilineo. al centro dell'edicola vi sono delle nicchie contenenti delle statue di santi. La capriata è in un unico blocco ligneo, ed è di epoca recente.